# Теория эфира Лоренца
Теория эфира Лоренца (ТЭЛ) уходит своими корнями в «теорию электронов» Хендрика Лоренца, которая была последней точкой в разработке теорий классического эфира в конце XIX — начале XX века.
Изначально теория Лоренца была создана между 1892 и 1895 гг. и базировалась на гипотезе о полностью неподвижном эфире. Она объясняла неудачи попыток обнаружения движения относительно эфира в первом порядке v/c, введя вспомогательную переменную «локальное время» для объединения покоящихся и движущихся в эфире систем. Дополнительно отрицательный результат опыта Майкельсона в 1892 г. привёл к гипотезе сокращения Лоренца. Однако остальные эксперименты также дали отрицательный результат, и (руководствуясь принципом относительности А. Пуанкаре) в 1899, 1904 гг. Лоренц пытался расширить свою теорию до всех порядков v/c, введя преобразования Лоренца. Он также полагал, что неэлектромагнитные силы (если они существуют) преобразуются так же, как электромагнитные. Однако Лоренц ошибся в формуле для плотности заряда и тока, поэтому его теория не исключала в полной мере возможность обнаружения эфира. В итоге в 1905 году Пуанкаре исправил ошибки Лоренца и включил в теорию неэлектромагнитные силы, в том числе гравитацию. Многие аспекты теории Лоренца вошли в специальную теорию относительности (СТО) в работах А. Эйнштейна и Г. Минковского.
Сегодня ТЭЛ часто трактуется как некий вид «лоренц»-интерпретации специальной теории относительности. Введение сокращения длин и замедления времени в «привилегированной» системе отсчета, которая играет роль неподвижного эфира Лоренца, ведет к полным преобразованиям Лоренца (в качестве примера см. Теория Робертсона — Мансури — Секла). Так как в обеих теориях присутствует одинаковый математический формализм, то нет возможности экспериментально различить ТЭЛ и СТО. Но так как в ТЭЛ предполагается существование необнаружимого эфира, а справедливость принципа относительности представляется лишь совпадением, то в целом предпочтение отдается СТО.

## Историческое развитие

### Основная концепция

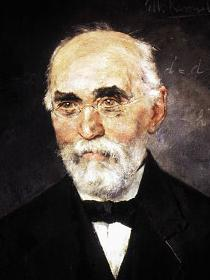
Хендрик Антон Лоренц

Эта теория, которая была разработана главным образом между 1892 и 1906 гг. Лоренцем и Пуанкаре, была основана на теории эфира Огюстен Жана Френеля, уравнениях Максвелла и электронной теории Рудольфа Клаузиуса. Лоренц ввёл строгое разделение между веществом (электронами) и эфиром, в результате чего в его модели эфир полностью неподвижен и не приводится в движение в окрестностях весомой материи. Как позже сказал Макс Борн, для учёных того времени было естественно (хотя и не логически необходимо) идентифицировать систему покоя эфира Лоренца с абсолютным пространством Исаака Ньютона. Условие этого эфира может быть описано электрическим полем E и магнитным полем H, где эти поля представляют собой «состояния» эфира (без дополнительной спецификации), связанных с зарядами электронов. Таким образом, абстрактный электромагнитный эфир заменяет старые модели механистического эфира. Вопреки Клаузиусу, который согласился с тем, что электроны подвержены дальнодействию, электромагнитное поле эфира появляется как посредник между электронами, а изменения в этом поле могут распространяться не быстрее скорости света. Лоренц теоретически объяснил эффект Зеемана на основе своей теории, за которую он получил Нобелевскую премию по физике в 1902 году. Джозеф Лармор в это же время нашёл аналогичную теорию, но его концепция была основана на механическом эфире. Фундаментальная концепция теории Лоренца в 1895 г. была «теоремой соответствующих состояний» для членов порядка v/c. Эта теорема утверждает, что движущийся по отношению к эфиру наблюдатель может использовать те же уравнения электродинамически, что и наблюдатель в стационарной эфирной системе, поэтому они наблюдают одно и то же.

### Сокращение длины
Большой проблемой для этой теории был опыт Майкельсона — Морли, проведённый в 1887 году. Согласно теориям Френеля и Лоренца относительное движение неподвижного эфира должно определяться этим экспериментом, однако результат был отрицательным. Сам Майкельсон считал, что результат подтвердил гипотезу о переносе эфира, в которой эфир полностью увлекается веществом. Однако другие эксперименты, подобные эксперименту Физо, и эффект аберрации опровергли эту модель.
Возможное решение появилось в поле зрения в 1889 году, когда Оливер Хевисайд получил из уравнений Максвелла, что векторный потенциал электромагнитного поля вокруг движущегося тела изменяется в соответствии с фактором {\displaystyle {\sqrt {1-v^{2}/c^{2}}}}. На основании этого результата и гипотезы о неподвижном эфире в соответствии с экспериментом Майкельсона-Морли Джордж Фицджеральд в 1889 году (качественно) и независимо от него Лоренц в 1892 году (уже количественно) предположили, что не только электростатическое поле, но и молекулярные силы влияют таким образом, что размер тела по линии движения меньше на величину {\displaystyle v^{2}/(2c^{2})}, чем размеры перпендикулярно линии движения. Однако наблюдатель, движущийся с Землёй, не заметил бы этого сокращения, потому что все другие инструменты сжимаются с одинаковым соотношением. В 1895 г. Лоренц предложил три возможных объяснения этого относительного сокращения:
- Тело сокращается по линии движения и сохраняет свой размер перпендикулярно ему.
- Размер тела остаётся неизменным по линии движения, но оно расширяется перпендикулярно ему.
- Тело сжимается по линии движения и одновременно расширяется перпендикулярно ему.

Хотя возможная связь между электростатическими и межмолекулярными силами была использована Лоренцем как аргумент правдоподобия, гипотеза сжатия вскоре рассматривалась как чисто ad hoc. Важно также, чтобы такое сжатие затрагивало пространство между электронами, но не сами электроны, поэтому иногда называлось «межмолекулярная гипотеза». Так называемое Лоренцево сокращение без расширения перпендикулярно линии движения и точным значением {\displaystyle l=l_{0}\cdot {\sqrt {1-v^{2}/c^{2}}}} (где {\displaystyle l_{0}} — длина покоя в эфире) была дана Лармором в 1897 году и Лоренцем в 1904 году. В том же году Лоренц также утверждал, что это сокращение влияет и на сами электроны. Более подробно см. #Преобразования Лоренца.

### Местное время
Важной частью теоремы соответствующих состояний в 1892 и 1895 гг. было местное время {\displaystyle t'=t-vx/c^{2}}, где {\displaystyle t} — это координата времени для наблюдателя, покоящегося в эфире, а {\displaystyle t'} — это координата времени для наблюдателя, движущегося в эфире. (Вольдемар Фогт ранее использовал такое же выражение для локального времени в 1887 г. для связи с эффектом Доплера и несжимаемой средой). С помощью этого понятия Лоренц смог объяснить аберрацию света, эффект Допплера и эксперимент Физо (то есть измерение коэффициент сноса (эфира) Френеля) в движущихся и покоящихся жидкостях. Хотя сокращение Лоренца было реальным физическим эффектом, он рассматривал преобразование времени только как эвристическую рабочую гипотезу и математическое условие, упрощающее вычисление при переходе от покоящейся к «фиктивно» движущейся системы. В отличие от Лоренца, Пуанкаре видел в определении местного времени нечто большее, чем математический трюк, который он назвал «самой изобретательной идеей Лоренца». В The Measure of Time он писал в 1898:
У нас нет прямой интуиции для одновременности, равно как и для равенства двух периодов. Если мы верим в эту интуицию, это иллюзия. Мы помогали себе определенными правилами, которые мы обычно используем, не предоставляя нам отчет об этом [...]. Поэтому мы выбираем эти правила не потому, что они верны, а потому, что они наиболее удобны, и мы могли бы суммировать их, говоря: «Одновременность двух событий или порядка их правопреемства — равенство двух длительностей должна определяться так, чтобы изложение естественных законов могло быть как можно более простым. Другими словами, все эти правила, все эти определения являются лишь плодом бессознательного оппортунизма.“
В 1900 году Пуанкаре интерпретировал местное время как результат процедуры синхронизации, основанной на световых сигналах. Он предположил, что два наблюдателя A и B, которые движутся в эфире, синхронизируют свои часы с помощью оптических сигналов. Поскольку они считают, что они находятся в состоянии покоя, они должны учитывать только время передачи сигналов и затем объединить наблюдения, чтобы проверить, являются ли их часы синхронными. Однако с точки зрения наблюдателя, покоящегося в эфире, часы не синхронны и показывают местное время {\displaystyle t'=t-vx/c^{2}}. Но поскольку движущиеся наблюдатели ничего не знают о своём движении, они не обнаружат этого. В 1904 году он проиллюстрировал ту же процедуру следующим образом: A посылает сигнал в момент времени 0 к B, который получает его в момент времени {\displaystyle t}. B также посылает сигнал в момент времени 0 к A, который получает его в момент времени {\displaystyle t}. Если в обоих случаях {\displaystyle t} имеет одинаковое значение, то часы синхронны, но только в системе, в которой часы находятся в состоянии покоя в эфире. Итак, согласно Darrigol Пуанкаре понимал местное время как физический эффект точно так же, как сокращение длины, в отличие от Лоренца, который использовал ту же интерпретацию после 1906 года. Однако в противовес Эйнштейну, который позже использовал аналогичную процедуру синхронизации, которая называлась синхронизация Эйнштейна, Дарригол говорит, что Пуанкаре считал часы, покоящиеся в эфире, показывающими истинное время.
Однако вначале было неизвестно, что местное время включает в себя то, что теперь известно как замедление времени. Этот эффект был впервые замечен Лармором (1897), который писал, что «отдельные электроны описывают соответствующие части своих орбит в несколько раз короче для эфирной системы в отношении {\displaystyle \varepsilon ^{-1/2}} или {\displaystyle (1-(1/2)v^{2}/c^{2})}». И в 1899 г. для частоты колебаний осциллирующих электронов Лоренц отметил, «что в {\displaystyle S} время вибрации будет в {\displaystyle k\varepsilon } раз больше, чем в {\displaystyle S_{0}}», где {\displaystyle S_{0}} — система отсчета эфира, {\displaystyle S} — математически-фиктивная система отсчета движущегося наблюдателя, {\displaystyle k={\sqrt {1-v^{2}/c^{2}}}} и {\displaystyle \varepsilon } — неопределенный фактор.

### Преобразования Лоренца
В то время как «локальное время» могло объяснить отрицательный результат эксперимента по сносу эфира в первом порядке v/c, из-за других неудачных экспериментов по сносу эфира, таких как Опыт Траутона - Нобла, было необходимо изменить гипотезу, чтобы включить эффекты второго порядка. Математическим инструментом для этого является так называемое преобразование Лоренца. Это сделал Войг (Voigt) в 1887 году, который уже получил аналогичную систему уравнений (но с другим масштабным коэффициентом). Впоследствии Лармор в 1897 году и Лоренц в 1899 году получили уравнения в форме, алгебраически эквивалентной тем, которые используются до сих пор (однако Лоренц в своих преобразованиях использовал неопределённый множитель {\displaystyle l}). В своей статье Электромагнитные явления в системе, движущейся с любой скоростью, меньшей, чем скорость света (1904 Лоренц попытался создать такую теорию, согласно которой все силы между молекулами зависят от преобразований Лоренца (в котором Лоренц устанавливает коэффициент {\displaystyle l} на единицу) так же, как и электростатические силы. Другими словами, Лоренц попытался создать теорию, в которой относительное движение Земли и эфира (почти или полностью) невозможно обнаружить. Поэтому он обобщил гипотезу сокращения и утверждал, что не только силы между электронами, но и сами электроны сжимаются по линии движения. Однако Макс Абрахам (1904) быстро заметил недостаток этой теории: в рамках чисто электромагнитной теории сжатая электронная конфигурация неустойчива, и для стабилизации электронов необходимо ввести неэлектронную силу. Сам Абрахам поставил под сомнение возможность включения таких сил в теорию Лоренца.
Для решения этой проблемы 5 июня 1905 года Пуанкаре представил так называемые «усилия Пуанкаре». Эти «усилия» были интерпретированы им как внешнее неэлектромагнитное давление, которое стабилизировало электроны, а также послужило объяснением сокращения длины. Хотя он утверждал, что Лоренцу удалось создать теорию, которая соответствует постулату относительности, он показал, что уравнения электродинамики Лоренца были не полностью Лоренц-ковариантны. Таким образом, указывая на групповые характеристики преобразования, Пуанкаре продемонстрировал Лоренц-ковариантность уравнений Максвелла-Лоренца и скорректировал формулы преобразования Лоренца для плотности заряда и плотности тока. Он продолжил наброски модели гравитации (включая гравитационные волны), которая могла бы быть совместима с этими преобразованиями. Пуанкаре впервые использовал термин «преобразования Лоренца», и он дал им форму, которая используется до сих пор. (Где {\displaystyle \ell } — произвольная функция {\displaystyle \varepsilon }, которая должна быть установлена в единицу, чтобы сохранить групповые характеристики, а также установить скорость света в единицу).
{\displaystyle x^{\prime }=k\ell \left(x+\varepsilon t\right),\qquad y^{\prime }=\ell y,\qquad z^{\prime }=\ell z,\qquad t^{\prime }=k\ell \left(t+\varepsilon x\right)}
{\displaystyle k={\frac {1}{\sqrt {1-\varepsilon ^{2}}}}}
В значительной степени расширенная работа (так называемая «бумага Палермо») была представлена Пуанкаре 23 июля 1905 года, но была опубликована в январе 1906 года, поскольку журнал выпускался только два раза в год. Он говорил буквально о «постулате относительности» и показал, что преобразования являются следствием принципа наименьшего действия; он более подробно продемонстрировал групповые характеристики преобразования, которые он назвал группой Лоренца, и показал, что комбинация {\displaystyle x^{2}+y^{2}+z^{2}-c^{2}t^{2}} является инвариантом. Разрабатывая свою теорию гравитации, он заметил, что преобразование Лоренца — это просто поворот в четырёхмерном пространстве вокруг начала координат, введя {\displaystyle ct{\sqrt {-1}}} в качестве четвёртой мнимой координаты. Также он использовал раннюю форму четырёхвектора. Однако позже Пуанкаре сказал, что перевод физики на язык четырёхмерной геометрии повлечёт за собой слишком большие усилия, приносящие лишь ограниченной пользы, и поэтому он отказался разрабатывать следствия этой идеи. Это было позже сделано Минковским, см. «Сдвиг к теории относительности» («The shift to relativity»).

### Электромагнитная масса
Дж. Томсон (1881) и другие заметили, что электромагнитная энергия вносит вклад в массу заряженных тел на величину {\displaystyle m=(4/3)E/c^{2}}, которую назвали электромагнитной, или «кажущейся», массой. Другой вывод разновидности электромагнитной массы был проведен Пуанкаре (1900). Используя импульс электромагнитных полей, он пришёл к выводу, что эти поля вносят массу {\displaystyle {\frac {E_{em}}{c^{2}}}} во все тела, что необходимо для сохранения теоремы о центре масс.
Как заметил Томсон и другие, эта масса также увеличивается со скоростью. Таким образом, в 1899 году Лоренц вычислил, что отношение массы электрона в движущейся системе отсчёта по отношению к системе отсчёта эфира составляет {\displaystyle k^{3}\varepsilon } параллельно направлению движения и {\displaystyle k\varepsilon } перпендикулярно направлению движения, где {\displaystyle k={\sqrt {1-v^{2}/c^{2}}}} и {\displaystyle \varepsilon } — неопределённый фактор. И в 1904 году он установил {\displaystyle \varepsilon =1}, получив выражения для масс в разных направлениях (продольном и поперечном):
{\displaystyle m_{L}={\frac {m_{0}}{\left({\sqrt {1-{\frac {v^{2}}{c^{2}}}}}\right)^{3}}},\quad m_{T}={\frac {m_{0}}{\sqrt {1-{\frac {v^{2}}{c^{2}}}}}},}
где
{\displaystyle m_{0}={\frac {4}{3}}{\frac {E_{em}}{c^{2}}}}
Многие учёные тогда считали, что вся масса и все формы сил — электромагнитны по своей природе. Однако эту идею пришлось отбросить в ходе развития релятивистской механики. Авраам (1904) утверждал (как описано в предыдущем разделе #Преобразования Лоранца), что в модели электронов Лоренца были необходимы неэлектрические силы связывания. Но Авраам также отметил, что получаются разные результаты в зависимости от того, вычисляется ли электромагнитная масса через энергию или через импульс. Чтобы решить эти проблемы, Пуанкаре в 1905 году и 1906 ввёл некий тип давления неэлектрической природы, который вносит добавочную величину {\displaystyle -(1/3)E/c^{2}} к энергии тел и поэтому объясняет множитель 4/3 в выражении для отношения электромагнитной массы-энергии. Однако, хотя выражение Пуанкаре для энергии электронов было правильным, он ошибочно заявил, что в массу тел вносит вклад только электромагнитная энергия.
Проблема множителя 4/3 становится более понятной, когда для всех действующих полей в физической системе используется обобщённая теорема Пойнтинга. В этом случае показывается, что причиной проблемы множителя 4/3 является различие между 4-вектором и 4-тензором второго ранга. Действительно, энергия и импульс системы образуют 4-импульс. Однако плотности энергии и импульса электромагнитного поля являются временными компонентами тензора энергии-импульса и не образуют 4-вектор. Это же относится и к интегралам по объёму от этих компонент. В результате при прямолинейном постоянном движении системы, состоящей из частиц вещества и полей, релятивистская энергия и импульс в 4-импульсе системы пропорциональны друг другу. В противоположность этому, энергия и импульс электромагнитного (или гравитационного) поля системы пропорциональны друг другу с дополнительным множителем 4/3.
Концепция электромагнитной массы больше не рассматривается как причина массы «сама по себе», поскольку вся масса (а не только её электромагнитная часть) пропорциональна энергии и может быть «преобразована» в различные формы энергии, что объясняется эквивалентностью массы и энергии по Эйнштейну.

### Гравитация

#### Теории Лоренца
В 1900 г. Лоренц попытался объяснить гравитацию на основе уравнений Максвелла. Он сначала рассмотрел теорию гравитации Лесажа и утверждал, что, возможно, существует универсальное излучение в виде поля, состоящее из очень сильно проникающего электромагнитного излучения и оказывающего равномерное давление на каждое тело. Лоренц показал, что между заряженными частицами действительно возникнет сила притяжения, если предположить, что падающая энергия полностью поглощается. Это была та же самая фундаментальная проблема, которая затронула другие модели Лесажа, потому что излучение должно как-то исчезнуть, и любое поглощение должно привести к огромному нагреву. Поэтому Лоренц отказался от этой модели.
В той же работе, как и Моссотти и Целльнер, он предположил, что притяжение противоположных заряженных частиц сильнее, чем отталкивание одноимённо заряженных частиц. Результирующая конечная сила — это то, что известно как всемирное тяготение, в котором скоростью гравитации является скорость света. Это приводит к конфликту с законом тяготения Исаака Ньютона, в котором, как показал Лаплас, конечная скорость гравитации приводит к некоему виду аберрации и, следовательно, делает орбиты неустойчивыми. Однако Лоренц показал, что теория не имеет отношения к критике Лапласа, потому что из-за структуры уравнений Максвелла действуют только эффекты порядка v2/c2. Но Лоренц подсчитал, что значение для смещения перигелия Меркурия было слишком низким. Он написал:
Возможно, специальная форма этих терминов может быть изменена. Тем не менее, сказанного достаточно, чтобы показать, что гравитация может быть отнесена к действиям, которые распространяются со скоростью, не большей, чем скорость света.
В 1908 году Пуанкаре рассмотрел гравитационную теорию Лоренца и классифицировал её как совместимую с принципом относительности, но (как и Лоренц) он критиковал неточное значение смещения перигелия Меркурия. Вопреки Пуанкаре, Лоренц в 1914 году считал свою собственную теорию несовместимой с принципом относительности и отклонил её.

#### Лоренц-инвариантный закон гравитации
В 1904 году Пуанкаре утверждал, что скорость распространения гравитации, которая больше, чем c, противоречит понятию локального времени и принципа относительности. Он писал:
Что произойдёт, если мы сможем общаться по сигналам, отличным от сигналов света, скорость распространения которых отличается от скорости света? Если после того, как мы отрегулировали наши часы оптимальным способом, мы захотим проверить результат с помощью этих новых сигналов, мы должны наблюдать расхождения из-за общего поступательного движения двух станций. Мыслимы ли такие сигналы с точки зрения Лапласа, где всемирная гравитация передаётся со скоростью, в миллион раз превышающей скорость света?
Однако в 1905 и 1906 годах Пуанкаре указал на возможность теории гравитации, в которой изменения распространяются со скоростью света и являются Лоренц-ковариантными. Он указал, что в такой теории гравитационная сила зависит не только от масс и их взаимного расстояния, но и от их скоростей и их положения из-за конечного времени распространения взаимодействия. По этому случаю Пуанкаре представил 4-вектор. Следуя Пуанкаре, Минковский (1908) и Арнольд Зоммерфельд (1910) попытались установить лоренц-инвариантный гравитационный закон. Однако эти попытки были заменены общей теории относительности Эйнштейна, см. «Шаг в относительность».

## Принципы и соглашения

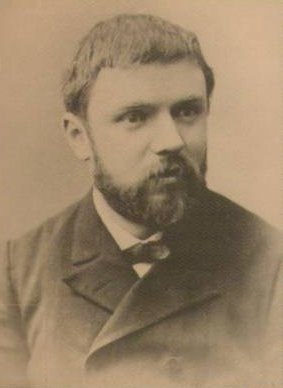
Анри Пуанкаре

### Постоянство скорости света
Уже в своём философском письме о временных измерениях (1898) Пуанкаре писал, что астрономы, подобные Оле Рёмеру, при определении скорости света просто предполагают, что свет имеет постоянную скорость, и что эта скорость одинакова во всех направлениях (подробнее см в статье скорость света в одном направлении). Без этого постулата было бы невозможно определить скорость света из астрономических наблюдений, как это сделал Рёмер, наблюдая за спутниками Юпитера. Пуанкаре отметил, что Рёмер также должен был предположить, что спутники Юпитера подчиняются законам Ньютона, в том числе закону тяготения, тогда как можно было бы смириться с другой скоростью света при тех же наблюдениях, если бы мы приняли некие другие (возможно, более сложные) законы движения. Согласно Пуанкаре, это показывает, что мы принимаем для скорости света значение, которое делает законы механики максимально простыми. (Это пример общепринятой философии Пуанкаре). Пуанкаре также отметил, что скорость распространения света может быть (и на практике часто используется) для определения одновременности между пространственно раздельными событиями. Однако в этой статье он не стал обсуждать последствия применения этих «соглашений» к нескольким движущимся относительно друг друга системам отсчёта. Следующий шаг был сделан Пуанкаре в 1900 году, когда он узнал, что синхронизация с помощью световых сигналов в системе отсчёта Земли приводит к локальному времени Лоренца (см. раздел «Локальное время» выше). И в 1904 году Пуанкаре написал:
Из всех этих результатов, если бы они были подтверждены, получилась бы совершенно новая механика, которая была бы прежде всего характеризована тем фактом, что не может быть скорости большей, чем скорость света, не более, чем температуры ниже абсолютного нуля. Для наблюдателя в поступательном движении, о котором он не подозревает, никакая видимая скорость не может превосходить скорость света, и это было бы противоречием, если не вспомнить тот факт, что этот наблюдатель использует не такие же часы, как и у неподвижного наблюдателя, а скорее часы, дающие "локальное время. [...] Возможно, нам также придётся построить совершенно новую механику, которой нам удастся лишь мельком увидеть, где инерция увеличивается с увеличением скорости, а скорость света станет непреодолимым пределом. Обычная механика, более простая, оставалась бы в первом приближении, так как это было бы верно для скоростей, не слишком больших, так что старая динамика будет включаться в новую. Мы не должны сожалеть о том, что верим в принципы, и даже, поскольку скорости, слишком большие для старых формул, всегда были бы только исключительными, самым верным способом на практике было бы по-прежнему действовать так, как будто мы продолжали верить в них. Они настолько полезны, что для них необходимо сохранить место. Определяя, исключить ли их вообще, означало бы лишить себя драгоценного оружия. Я спешу сказать в заключение, что мы еще не пришли к этому, и пока ничто не доказывает, что принципы не выйдут из битвы победоносными и неизменнеными."

### Принцип относительности
В 1895 г. Пуанкаре утверждал, что эксперименты, подобные Майкельсону-Морли, показывают, что, похоже, невозможно обнаружить абсолютное движение вещества или относительное движение вещества по отношению к эфиру. И хотя у большинства физиков были другие взгляды, Пуанкаре в 1900 году стоял на своем мнении и поочерёдно использовал выражения «принцип относительного движения» и «относительность пространства». Он критиковал Лоренца, говоря, что было бы лучше создать более фундаментальную теорию, объясняющую отсутствие какого-либо эфирного дрейфа, чем создание одной гипотезы за другой. В 1902 году он впервые использовал выражение «принцип относительности». В 1904 году он оценил работу математиков, которые сохранили то, что он теперь называл «принцип относительности», при помощи гипотез, подобных локальному времени, но он признался, что этот риск был возможен только благодаря накоплению гипотез. И он определил принцип таким образом (согласно Miller на основе теоремы Лоренца соответствующих состояний): «Принцип относительности, согласно которому законы физических явлений должны быть одинаковыми как для стационарного наблюдателя, так и для поступательно равномерно движущегося, так что мы не имеем никаких средств для определения, и не можем иметь, находимся ли мы в таком движении.»
Ссылаясь на критику Пуанкаре с 1900 года, Лоренц написал в своей знаменитой статье в 1904 году, где он расширил свою теорему о соответствующих состояниях: «Конечно, ход изобретения особых гипотез для каждого новый экспериментального результата несколько искусственен. Было бы более удовлетворительным, если бы можно было бы показать с помощью некоторых фундаментальных предположений и без пренебрежения членами одного порядка или другого, что многие электромагнитные явления полностью не зависят от движения системы.»
Одна из первых оценок работы Лоренца была сделана в мае 1905 г. П. Ланжевеном. По его словам, это расширение электронных теорий Лоренца и Лармора привело к «физической невозможности продемонстрировать поступательное движение Земли». Однако Пуанкаре заметил в 1905 году, что теория Лоренца 1904 года не была совершенно «лоренц-инвариантной» в нескольких уравнениях, таких как выражение Лоренца для плотности тока (признанным Лоренцем в 1921 году дефектным). Поскольку это требовало лишь незначительных модификаций работы Лоренца, также Пуанкаре утверждал, что Лоренцу удалось согласовать свою теорию с принципом относительности: «Похоже, что эта невозможность продемонстрировать абсолютное движение Земли является общим законом природы. […] Лоренц пытался дополнить и изменить свою гипотезу, чтобы согласовать её с постулатом полной невозможности определения абсолютного движения. То, в чём он преуспел, он сделал в своей статье под заголовком Электромагнитные явления в системе, движущейся с любой скоростью, меньшей скорости света [Lorentz, 1904b].»
В своей статье Палермо (1906) Пуанкаре назвал это «постулатом относительности», и хотя он заявил, что в какой-то момент этот принцип может быть опровергнут (и на самом деле он упомянул в конце статьи, что открытие магнито-катодных лучей Вилларом (1904), кажется, угрожает этому), он считал, что было интересно рассмотреть последствия, если бы мы предполагали, что постулат относительности справедлив без ограничений. Это означало бы, что все силы природы (а не только электромагнетизм) должны быть инвариантными относительно преобразования Лоренца. В 1921 году Лоренц, пользуясь доверием Пуанкаре, для установления принципа и постулата относительности и писал: «Я не устанавливал принцип относительности как строгую и универсальную истину. С другой стороны, Пуанкаре получил совершенную инвариантность уравнений электродинамики, и он сформулировал 'постулат относительности', который он первым и применил.»

### Эфир
Пуанкаре писал в рамках своей философии конвенционализма в 1889 году: „Существует эфир или нет — не имеет большого значения, оставим это метафизикам; для нас важно, что все происходит так, как будто он существует, и что эта гипотеза оказывается подходящей для объяснения явлений. В конце концов, есть ли у нас какая-либо другая причина для веры в существование материальных объектов? Это тоже удобная гипотеза, только она никогда не перестанет быть таковой, хотя в какой-то день, без сомнения, эфир будет отброшен в сторону как бесполезный“.
Он также отрицал существование абсолютного пространства и времени, сказав в 1901 году: «1. Абсолютного пространства нет и мы воспринимаем только относительное движение, и все же в большинстве случаев механические факты формулируются так, как будто существует абсолютное пространство, к которому они могут быть отнесены. 2. Абсолютного времени нет. Когда мы говорим, что два периода равны, это утверждение не имеет смысла и может иметь смысл только по соглашению. 3. Мы не только не имеем прямой интуиции равенства двух периодов, но и не имеем даже прямой интуиции одновременности двух событий, происходящих в двух разных местах. Я объяснил это в статье под названием „Mesure du Temps“ [1898]. 4. Наконец, не наша ли евклидова геометрия сама по себе является лишь своеобразным соглашением языка?»
Однако сам Пуанкаре никогда не отказывался от эфирной гипотезы и заявлял в 1900 году: «Существует ли наш эфир на самом деле? Мы знаем происхождение нашей веры в эфир. Если свету требуется несколько лет чтобы дойти до нас от далёкой звезды, он уже не на звезде и не на земле. Он должен быть где-то и поддерживаться, если можно так выразиться, каким-то материальным фактором». И обращаясь к опыту Физо, он даже писал: «Эфир почти в наших руках». Он также сказал, что эфир необходим для согласования теории Лоренца с третьим законом Ньютона. Даже в 1912 году в статье под названием «Квантовая теория» Пуанкаре десять раз использовал слово «эфир» и описывал свет как «светящиеся колебания эфира».
И хотя он признавал относительный и условный характер пространства и времени, он считал, что классическое соглашение более «удобно» и продолжал различать «истинное» время в эфире и «кажущееся» время в движущихся системах. Касательно вопроса, потребуется ли новое соглашение пространства и времени, он писал в 1912 году: «Должны ли мы изменить наши выводы? Конечно, нет, мы приняли соглашение, потому что это казалось удобным, и мы сказали, что ничто не может сдержать нас, чтобы отказаться от него. Сегодня некоторые физики хотят принять новое соглашение. Это не значит, что они вынуждены это делать, они считают это новое соглашение более удобным, вот и всё. И те, кто не придерживаются этого мнения, могут законно сохранить старое, чтобы не нарушать свои старые привычки, и я верю, только между нами, что это то, что они будут делать в течение долгого времени.»
Также в течение своей жизни Лоренц утверждал, что среди всех систем отсчёта, предпочтительной должна быть такая, в которой эфир находится в состоянии покоя. Часы в этой системе отсчёта показывают «реальное» время, а одновременность не относительна. Однако, если принята правильность принципа относительности, невозможно экспериментально найти такую систему.

## Шаг в относительность

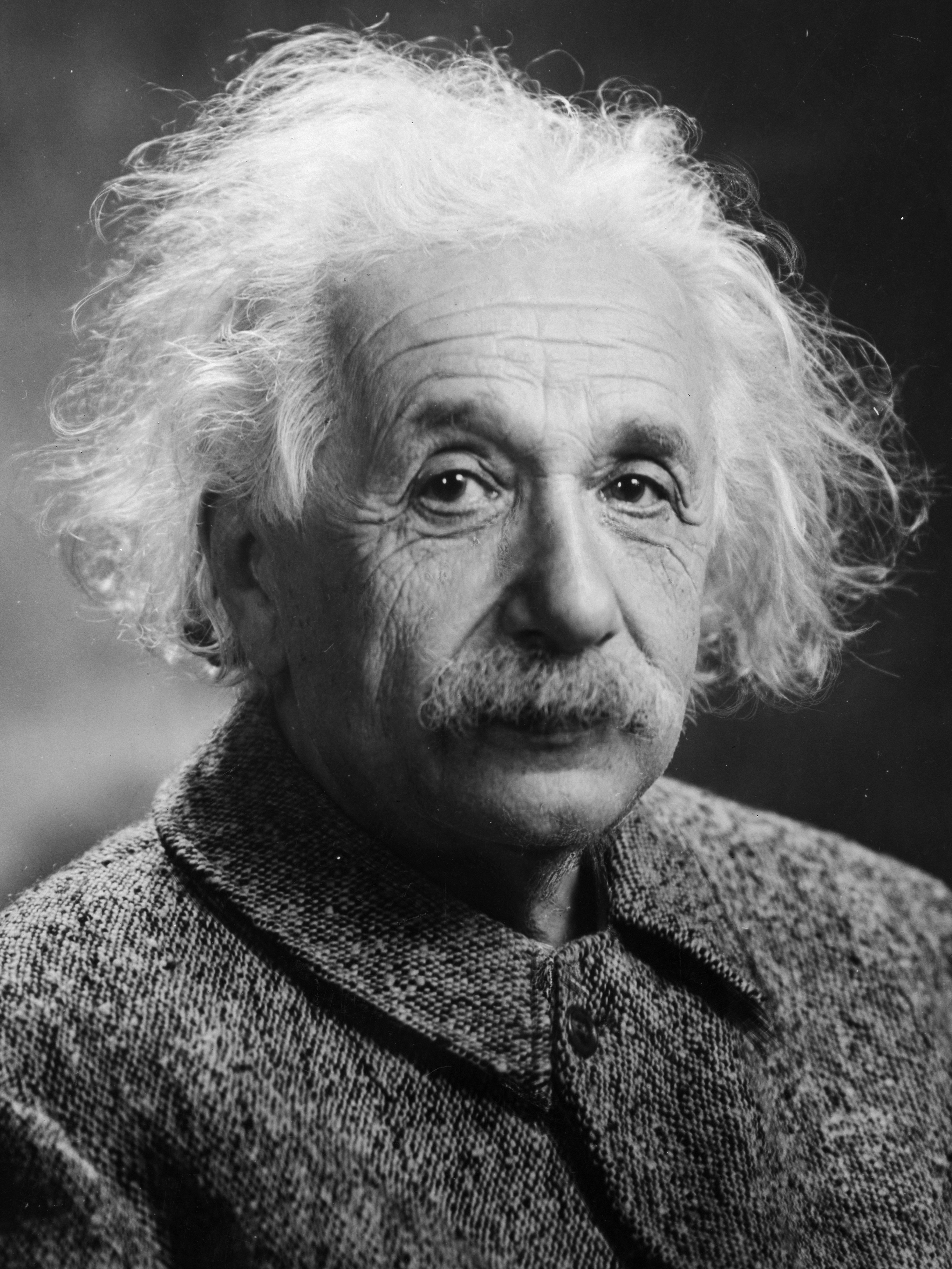
Альберт Эйнштейн

### Специальная теория относительности
,В 1905 году Альберт Эйнштейн опубликовал свою статью о том, что теперь называется специальная теория относительности. В этой статье, исследуя фундаментальные значения пространственных и временных координат, используемых в физических теориях, Эйнштейн показал, что «эффективные» координаты, заданные преобразованиями Лоренца, были фактически инерционными координатами относительно движущихся систем отсчета. Из этого следовали все физически наблюдаемые последствия ТЭЛ без необходимости постулировать ненаблюдаемую сущность (эфир). Эйнштейн определил два фундаментальных принципа, каждый из которых основан на опыте, из которого следует вся электродинамика Лоренца:
1. Законы, по которым происходят физические процессы, одинаковы по отношению к любой системе инерциальных координат (принцип относительности)
2. В пустом пространстве свет распространяется с абсолютной скоростью с, в любой системе инерциальных координат (принцип постоянства света)

Взятые вместе (наряду с несколькими другими негласными предположениями, такими как изотропия и однородность пространства), эти два постулата однозначно приводят к математике специальной теории относительности. Лоренц и Пуанкаре также приняли эти же принципы, необходимые для достижения своих окончательных результатов, но не признали, что они также достаточны, и, следовательно, они устранили все другие предположения, лежащие в основе первоначальных выводов Лоренца (многие из которых позже оказались неверными). Поэтому специальная теория относительности очень быстро получила широкое признание среди физиков, а концепция светоносного эфира 19-го века оказалась отброшенной.
В 1907 году специальная теория относительности Эйнштейна 1905г была дополнена Германом Минковским, который показал, что отношения имеют очень естественную интерпретацию. в терминах единого четырёхмерного «пространства-времени», в котором абсолютные интервалы получаются расширением теоремы Пифагора. (Уже в 1906 году Пуанкаре предвосхитил некоторые идеи Минковского, см. Раздел «Лоренц-преобразования»). Полезность и естественность представлений Эйнштейна и Минковского способствовали быстрому принятию специальной теории относительности и соответствующей потери интереса к теории эфира Лоренца.
В 1909 году и 1912 Эйнштейн говорил:
...невозможно основать теорию законов преобразования пространства и времени только по принципу относительности. Как известно, это связано с относительностью понятий "одновременность" и "форма движущихся тел". Чтобы заполнить этот пробел, я ввел принцип постоянства скорости света, который я заимствовал из теории стационарного светового эфира Х. А. Лоренца и который, подобно принципу относительности, содержит физическое предположение, которое, казалось, было оправдано только соответствующими экспериментами (эксперименты Физо, Роуленда и т. д.),
Альберт Эйнштейн (1912), переведенный Анной Бек (1996).
В 1907 году Эйнштейн критиковал «ad hoc» характер гипотезы сокращения Лоренца в его теории электронов, поскольку, по его мнению, было искусственным допущением, что эксперимент Майкельсона-Морли соответствует стационарному эфиру Лоренца и принципу относительности. Эйнштейн утверждал, что «локальное время» Лоренца можно просто назвать «временем», и он заявил, что неподвижный эфир неудовлетворителен в качестве теоретической основы электродинамики. В 1920г он писал:
Что касается механической природы эфира Лоренца, то можно сказать, что в некотором смысле эта неподвижность является единственным механическим свойством, которого его не лишил Х. А. Лоренц. Можно добавить, что все изменения в концепции эфира, созданные специальной теорией относительности, состояли в том, чтобы отнять у эфира свое последнее механическое качество, а именно его неподвижность. [...] Однако более тщательное размышление учит нас, что специальная теория относительности не заставляет нас отрицать эфир. Мы можем предположить существование эфира; только мы должны отказаться от приписывания ему определенного движения, т. е. из абстракции мы должны убрать последнюю механическую характеристику, которую Лоренц еще не убрал.
Минковский утверждал, что введение Лоренцом гипотезы о сокращении «звучит довольно фантастически», поскольку она не является результатом сопротивления в эфире, а выглядит как «дар свыше». Он сказал, что эта гипотеза «полностью эквивалентна новой концепции пространства и времени», хотя она становится намного более понятной в рамках новой геометрии пространства-времени. Лоренц не соглашался с тем, что это была «ad-hoc» гипотеза, и в 1913 году он утверждал, что существует небольшая разница между его теорией и отрицанием выделенной системы отсчета, как в теории Эйнштейна и Минковского, так что это дело вкуса, кто какую теорию предпочитает.

### Эквивалентность массы и энергии
Эквивалентность массы и энергии была получена Эйнштейном (1905) как следствие принципа относительности, где энергия инерции фактически представлена как {\displaystyle E/c^{2}}, но в отличие от 1900-й статьи Пуанкаре Эйнштейн признал, что сама материя теряет или получает массу во время эмиссии или поглощения излучения. Таким образом, масса любой формы материи равна некоторому количеству энергии, которое может быть преобразовано в и повторно восстановлено из других форм энергии. Это и есть эквивалентность массы и энергии, представленная как {\displaystyle E=mc^{2}}. Поэтому Эйнштейну не нужно было вводить «фиктивные» массы, а также избегать проблемы вечного двигателя, поскольку согласно Дарриголу, парадокс излучения Пуанкаре можно просто разрешить, применив эквивалентность Эйнштейна. Если источник света теряет массу во время излучения на величину {\displaystyle E/c^{2}}, противоречие в законе импульса исчезает без необходимости какого-либо компенсирующего эффекта в эфире.
Подобно Пуанкаре, Эйнштейн в 1906 году заключил, что инерция (электромагнитной) энергии является необходимым условием для того, чтобы теорема о центре массы сохранялась в системах, в которых электромагнитные поля и материя действуют друг на друга. Основываясь на эквивалентности массы и энергии, он показал, что излучение и поглощение э/м-излучения и, следовательно, перенос инерции решают все проблемы. По этому поводу Эйнштейн сослался на статью 1900 года Пуанкаре и написал:
Хотя простые формальные взгляды, которые должны быть выполнены для доказательства этого утверждения, уже в основном содержатся в работе Х. Пуанкаре [Lorentz-Festschrift, p. 252, 1900], для ясности я не буду полагаться на эту работу.
Также отказ Пуанкаре от принципа противодействия, связанный с нарушением закона сохранения массы, можно избежать через Эйнштейновское {\displaystyle E=mc^{2}}, поскольку сохранение массы представляется частным случаем закона сохранения энергии.

### Общая теория относительности
Попытки Лоренца и Пуанкаре (а также Абрахама и Нордстрёма) сформулировать новую теорию тяготения взамен ньютоновской были заменены общей теорией относительности Эйнштейна.. Эта теория основана на таких принципах, как принцип эквивалентности, общий принцип относительности, принцип общей ковариантности, геодезическое движение, Лоренц-ковариантность (законы специальной теории относительности применяются локально для всех инерциальных наблюдателей), и в ней кривизна пространства-времени создается энергией напряжений в пространстве-времени.
В 1920 году Эйнштейн сравнил эфир Лоренца с «гравитационным эфиром» общей теории относительности. Он сказал, что неподвижность — единственное механическое свойство, которого эфир не был лишен Лоренцом, но, вопреки свету и эфиру Лоренца, эфир общей теории относительности не имеет механических свойств, даже неподвижности:

Эфир общей теории относительности — это среда, которая сама лишена всех механических и кинематических свойств, но помогает определять механические (и электромагнитные) события. Принципиально новое в эфире общей теории относительности, в отличие от эфира Лоренца, состоит в том, что состояние первого в каждом месте определяется связью с материей и состоянием эфира в соседних местах, которые подчиняются законам в виде дифференциальных уравнений; тогда как состояние лоренцевого эфира в отсутствие электромагнитных полей не обусловлено ничем вне себя и везде одинаково. Эфир общей теории относительности трансформируется концептуально в эфир Лоренца, если подставить константы в функций пространства, которые описывают модель, не обращая внимания на причины, которые обусловливают его состояние. Таким образом, мы можем также сказать, что эфир общей теории относительности получается из лоренцевого эфира через релятивизацию.

### Приоритет
Время от времени высказывается мнение, что настоящие основоположники специальной теории относительности — Пуанкаре и Лоренц, а не Эйнштейн, хотя ни Лоренц, ни Пуанкаре никогда не претендовали на такой приоритет. См. подробнее статьи:
- Пуанкаре, Анри#Роль Пуанкаре в создании теории относительности
- Спор о приоритете теории относительности[англ.].

### Работы Лоренца, Пуанкаре, Эйнштейна, Минковского (группа A)
1. 1 2 3  Lorentz (1895)
2. ↑  Lorentz (1892)
3. 1 2 3 4  Lorentz (1904b)
4. 1 2 3 4 5  Poincaré (1904); Poincaré (1905a), Ch. 8
5. 1 2  Poincaré (1898); Poincaré (1905a), Ch. 2
6. 1 2  Poincaré (1900b)
7. 1 2 3  Lorentz (1899)
8. 1 2 3 4  Poincaré (1905b)
9. 1 2 3  Poincaré (1906)
10. ↑  Lorentz (1900)
11. ↑  Poincaré (1908a); Poincaré (1908b) Book 3, Ch. 3
12. ↑  Lorentz (1914) primary sources
13. ↑  Poincaré (1895)
14. 1 2  Poincaré (1900a); Poincaré (1902), Ch. 9-10
15. ↑  Poincaré (1902), Ch. 13
16. ↑  Lorentz (1921), pp. 247—261
17. ↑  Poincaré (1889); Poincaré (1902), Ch. 12
18. ↑  Poincaré (1901a); Poincaré (1902), Ch. 6
19. ↑  Poincaré 1912; Poincaré 1913, Ch. 6
20. ↑  Poincaré (1913), Ch. 2
21. 1 2  Lorentz (1913), p. 75
22. ↑  Einstein (1905a)
23. ↑  Einstein (1909)
24. 1 2  Einstein (1912)
25. ↑  Einstein (1908a)
26. ↑  Einstein (1907)
27. 1 2  Einstein (1922)
28. ↑  Minkowski (1908)
29. ↑  Einstein (1905b)
30. ↑  Einstein (1906)

- Lorentz, Hendrik Antoon (1886), De l'influence du mouvement de la terre sur les phénomènes lumineux, Archives néerlandaises des sciences exactes et naturelles, 21: 103–176

- Lorentz, Hendrik Antoon (1892a), La Théorie electromagnétique de Maxwell et son application aux corps mouvants, Archives néerlandaises des sciences exactes et naturelles, 25: 363–552

- Lorentz, Hendrik Antoon (1892b), De relatieve beweging van de aarde en den aether [The Relative Motion of the Earth and the Aether], Zittingsverlag Akad. V. Wet., 1: 74–79

- Lorentz, Hendrik Antoon (1895), Versuch einer Theorie der electrischen und optischen Erscheinungen in bewegten Körpern  [Attempt of a Theory of Electrical and Optical Phenomena in Moving Bodies], Leiden: E.J. Brill

- Lorentz, Hendrik Antoon (1899), Simplified Theory of Electrical and Optical Phenomena in Moving Systems , Proceedings of the Royal Netherlands Academy of Arts and Sciences, 1: 427–442

- Lorentz, Hendrik Antoon (1900), Considerations on Gravitation , Proceedings of the Royal Netherlands Academy of Arts and Sciences, 2: 559–574

- Lorentz, Hendrik Antoon (1904a), Weiterbildung der Maxwellschen Theorie. Elektronentheorie., Encyclopädie der mathematischen Wissenschaften, 5 (2): 145–288

- Lorentz, Hendrik Antoon (1904b), Electromagnetic phenomena in a system moving with any velocity smaller than that of light , Proceedings of the Royal Netherlands Academy of Arts and Sciences, 6: 809–831

- Lorentz, Hendrik Antoon (1909), The theory of electrons and its applications to the phenomena of light and radiant heat, Leipzig & Berlin: B.G. Teubner

- Lorentz, Hendrik Antoon; Einstein, Albert; Minkowski, Hermann (1913), Das Relativitätsprinzip. Eine Sammlung von Abhandlungen, Leipzig & Berlin: B.G. Teubner {{citation}}: Неизвестный параметр |lastauthoramp= игнорируется (|name-list-style= предлагается) (справка)

- Lorentz, Hendrik Antoon (1914), Das Relativitätsprinzip. Drei Vorlesungen gehalten in Teylers Stiftung zu Haarlem , Leipzig and Berlin: B.G. Teubner

- Lorentz, Hendrik Antoon (1914), La Gravitation, Scientia, 16: 28–59, Архивировано 6 декабря 2008

- Lorentz, Hendrik Antoon (1921) [1914], Deux Mémoires de Henri Poincaré sur la Physique Mathématique  [Two Papers of Henri Poincaré on Mathematical Physics], Acta Mathematica, 38 (1): 293–308, doi:10.1007/BF02392073

- Lorentz, Hendrik Antoon (1931) [1922], Lecture on theoretical physics, Vol.3 (Lectures held between 1910–1912, first published in Dutch in 1922, English translation in 1931), London: MacMillan

- Lorentz, Hendrik Antoon; Lorentz, H. A.; Miller, D. C.; Kennedy, R. J.; Hedrick, E. R.; Epstein, P. S. (1928), Conference on the Michelson–Morley Experiment, The Astrophysical Journal, 68: 345–351, Bibcode:1928ApJ....68..341M, doi:10.1086/143148

- Poincaré, Henri (1889), Théorie mathématique de la lumière, vol. 1, Paris: G. Carré & C. Naud Preface partly reprinted in «Science and Hypothesis», Ch. 12.

- Poincaré, Henri (1895), A propos de la Théorie de M. Larmor, L'éclairage électrique, 5: 5–14. Reprinted in Poincaré, Oeuvres, tome IX, pp. 395–413

- Poincaré, Henri (1913) [1898], The Measure of Time , The foundations of science, New York: Science Press, pp. 222–234

- Poincaré, Henri (1900a), Les relations entre la physique expérimentale et la physique mathématique, Revue générale des sciences pures et appliquées, 11: 1163–1175. Reprinted in «Science and Hypothesis», Ch. 9-10.

- Poincaré, Henri (1900b), La théorie de Lorentz et le principe de réaction , Archives néerlandaises des sciences exactes et naturelles, 5: 252–278. See also the English translation.

- Poincaré, Henri (1901a), Sur les principes de la mécanique, Bibliothèque du Congrès international de philosophie: 457–494. Reprinted in «Science and Hypothesis», Ch. 6-7.

- Poincaré, Henri (1901b), Шаблон:Internet archive, Paris: Gauthier-Villars

- Poincaré, Henri (1902), Шаблон:Internet archive, London and Newcastle-on-Cyne (1905): The Walter Scott publishing Co.{{citation}}:  Википедия:Обслуживание CS1 (location) (ссылка)

- Poincaré, Henri (1906a) [1904], The Principles of Mathematical Physics , Congress of arts and science, universal exposition, St. Louis, 1904, vol. 1, Boston and New York: Houghton, Mifflin and Company, pp. 604–622

- Poincaré, Henri (1905b), Sur la dynamique de l'électron  [On the Dynamics of the Electron], Comptes Rendus, 140: 1504–1508

- Poincaré, Henri (1906b) [1905], Sur la dynamique de l'électron  [On the Dynamics of the Electron], Rendiconti del Circolo matematico di Palermo, 21: 129–176, doi:10.1007/BF03013466

- Poincaré, Henri (1913) [1908], The New Mechanics , The foundations of science (Science and Method), New York: Science Press, pp. 486–522

- Poincaré, Henri (1909), La Mécanique nouvelle (Lille) , Revue scientifique, 47, Paris: 170–177

- Poincaré, Henri (1910) [1909], La Mécanique nouvelle (Göttingen) , Sechs Vorträge über ausgewählte Gegenstände aus der reinen Mathematik und mathematischen Physik, Leipzig und Berlin: B.G.Teubner, pp. 41–47

- Poincaré, Henri (1911) [1910], Die neue Mechanik (Berlin) , Leipzig & Berlin: B.G. Teubner

- Poincaré, Henri (1912), L'hypothèse des quanta, Revue scientifique, 17: 225–232 Reprinted in Poincaré 1913, Ch. 6.

- Poincaré, Henri (1913), Шаблон:Internet archive, New York: Dover Publication (1963)

- Einstein, Albert (1905a), Zur Elektrodynamik bewegter Körper (PDF), Annalen der Physik, 322 (10): 891–921, Bibcode:1905AnP...322..891E, doi:10.1002/andp.19053221004. See also: English translation.

- Einstein, Albert (1905b), Ist die Trägheit eines Körpers von seinem Energieinhalt abhängig? (PDF), Annalen der Physik, 323 (13): 639–643, Bibcode:1905AnP...323..639E, doi:10.1002/andp.19053231314

- Einstein, Albert (1906), Das Prinzip von der Erhaltung der Schwerpunktsbewegung und die Trägheit der Energie (PDF), Annalen der Physik, 325 (8): 627–633, Bibcode:1906AnP...325..627E, doi:10.1002/andp.19063250814

- Einstein, Albert (1907), Über die vom Relativitätsprinzip geforderte Trägheit der Energie (PDF), Annalen der Physik, 328 (7): 371–384, Bibcode:1907AnP...328..371E, doi:10.1002/andp.19073280713

- Einstein, Albert (1908a) [1907], Über das Relativitätsprinzip und die aus demselben gezogenen Folgerungen (PDF), Jahrbuch der Radioaktivität und Elektronik, 4: 411–462, Bibcode:1908JRE.....4..411E

- Einstein, Albert; Laub, Jakob (1908b), Über die elektromagnetischen Grundgleichungen für bewegte Körper (PDF), Annalen der Physik, 331 (8): 532–540, Bibcode:1908AnP...331..532E, doi:10.1002/andp.19083310806 {{citation}}: Неизвестный параметр |lastauthoramp= игнорируется (|name-list-style= предлагается) (справка)

- Einstein, Albert (1909), The Development of Our Views on the Composition and Essence of Radiation , Physikalische Zeitschrift, 10 (22): 817–825

- Einstein, Albert (1912), Relativität und Gravitation. Erwiderung auf eine Bemerkung von M. Abraham (PDF), Annalen der Physik, 38 (10): 1059–1064, Bibcode:1912AnP...343.1059E, doi:10.1002/andp.19123431014. English Translation: Einstein, Albert. The Collected Papers of Albert Einstein, Volume 4: The Swiss Years: Writings, 1912–1914 (англ.). — English translation supplement; translated by Anna Beck, with Don Howard, consultant. — Princeton, NJ: Princeton University Press, 1996. — ISBN 978-0-691-02610-7.

- Einstein A. (1916), Relativity: The Special and General Theory , Springer

- Einstein, Albert (1922), Ether and the Theory of Relativity , London: Methuen & Co.

- Minkowski, Hermann (1909) [1908], Space and Time , Physikalische Zeitschrift, 10: 75–88

### Вторичные источники (группа B)
1. ↑  Whittaker (1951), 386ff
2. ↑  Born (1964), 172ff
3. ↑  Brown (2001)
4. ↑  Miller (1981), 70-75,
5. ↑  Darrigol (2005), 10-11
6. ↑  Janssen (1995), Chap. 3.5.4
7. ↑  Janssen/Mecklenburg (2007)
8. ↑  Walter (2007), Kap. 1
9. ↑  Janssen/Mecklenburg (2007)
10. ↑  Miller (1981), 359—360
11. ↑  Walter (2007)
12. ↑  Galison (2002)
13. ↑  Miller (1981), 186—189
14. ↑  Katzir (2005), 275—288
15. ↑  Miller (1981), 79
16. ↑  Walter (2007), Chap. 1
17. ↑  Darrigol (2005), 15-18
18. ↑  Janssen (1995), Kap. 4
19. ↑  Walter (1999)
20. ↑  Martinez (2009)
21. ↑  Darrigol (2005), 18-21
22. ↑  Walter 2007

- Born, Max (1964), Einstein's Theory of Relativity, Dover Publications, ISBN 0-486-60769-0

- Brown, Harvey R. (2001), The origins of length contraction: I. The FitzGerald-Lorentz deformation hypothesis, American Journal of Physics, 69 (10): 1044–1054, arXiv:gr-qc/0104032, Bibcode:2001AmJPh..69.1044B, doi:10.1119/1.1379733

- Darrigol, Olivier (2000), Electrodynamics from Ampére to Einstein, Oxford: Clarendon Press, ISBN 0-19-850594-9

- Darrigol, Olivier (2005), The Genesis of the theory of relativity (PDF), Séminaire Poincaré, 1: 1–22, doi:10.1007/3-7643-7436-5_1

- Galison, Peter (2003), Einstein's Clocks, Poincaré's Maps: Empires of Time, New York: W.W. Norton, ISBN 0-393-32604-7

- Janssen, Michel (1995), A Comparison between Lorentz's Ether Theory and Special Relativity in the Light of the Experiments of Trouton and Noble, (thesis)

- Yuri Balashov / M. Janssen (2002), Presentism and Relativity, British Journal for the Philosophy of Science, 54 (2): 327–346, doi:10.1093/bjps/54.2.327
- Janssen, Michel; Mecklenburg, Matthew (2007), V. F. Hendricks; et al. (eds.), From classical to relativistic mechanics: Electromagnetic models of the electron, Interactions: Mathematics, Physics and Philosophy, Dordrecht: Springer: 65–134 {{citation}}: Неизвестный параметр |lastauthoramp= игнорируется (|name-list-style= предлагается) (справка)

- Katzir, Shaul (2005), Poincaré's Relativistic Physics: Its Origins and Nature, Phys. Perspect., 7 (3): 268–292, Bibcode:2005PhP.....7..268K, doi:10.1007/s00016-004-0234-y

- Alberto A. Mart́ínez (2009), Kinematics: the lost origins of Einstein's relativity, Johns Hopkins University Press, ISBN 0-8018-9135-3

- Miller, Arthur I. (1981), Albert Einstein’s special theory of relativity. Emergence (1905) and early interpretation (1905–1911), Reading: Addison–Wesley, ISBN 0-201-04679-2

- Pauli, Wolfgang (1921), Die Relativitätstheorie, Encyclopädie der mathematischen Wissenschaften, 5 (2): 539–776

In English: Pauli, W. Theory of Relativity (неопр.). — Dover Publications, 1981. — Т. 165. — ISBN 0-486-64152-X.
- Walter, Scott (1999), H. Goenner; J. Renn; J. Ritter; T. Sauer (eds.), Minkowski, mathematicians, and the mathematical theory of relativity, Einstein Studies, 7, Birkhäuser: 45–86

- Walter, Scott (2007), Renn, J. (ed.), Breaking in the 4-vectors: the four-dimensional movement in gravitation, 1905–1910, The Genesis of General Relativity, 3, Berlin: Springer: 193–252

- Whittaker, Edmund Taylor (1951), A History of the theories of aether and electricity Vol. 1: The classical theories (2. ed.), London: Nelson

### Прочие заметки (группа C)
1. ↑  Оригинал на французском: Nous n’avons pas l’intuition directe de la simultanéité, pas plus que celle de l’égalité de deux durées. Si nous croyons avoir cette intuition, c’est une illusion. Nous y suppléons à l’aide de certaines règles que nous appliquons presque toujours sans nous en rendre compte. [...] Nous choisissons donc ces règles, non parce qu’elles sont vraies, mais parce qu’elles sont les plus commodes, et nous pourrions les résumer en disant: « La simultanéité de deux événements, ou l’ordre de leur succession, l’égalité de deux durées, doivent être définies de telle sorte que l’énoncé des lois naturelles soit aussi simple que possible. En d’autres termes, toutes ces règles, toutes ces définitions ne sont que le fruit d’un opportunisme inconscient. »
2. ↑  Оригинал на французском: Il semble que cette impossibilité de démontrer le mouvement absolu soit une loi générale de la nature [..] Lorentz a cherché à compléter et à modifier son hypothèse de façon à la mettre en concordance avec le postulate de l’impossibilité complète de la détermination du mouvement absolu. C’est ce qu’il a réussi dans son article intitulé Electromagnetic phenomena in a system moving with any velocity smaller than that of light.
3. ↑  Оригинал на французском: je n’ai pas établi le principe de relativité comme rigoureusement et universellement vrai. Poincaré, au contraire, a obtenu une invariance parfaite des équations de l’électrodynamique, et il a formule le " postulat de relativité «, termes qu’il a été le premier a employer.
4. ↑  Три наиболее известных примера: (1) предположение о уравнениях Максвелла и (2) предположения о конечной структуре электрона и (3) предположение, что вся масса была электромагнитного происхождения. После этого уравнения Максвелла оказались недействительными и были заменены квантовой электродинамикой, хотя одна особенность уравнений Максвелла, инвариантность характерной скорости, осталась. Масса электрона теперь рассматривается как точечная частица, а Пуанкаре уже в 1905 году показал, что вся масса электрона не может быть электромагнитной по происхождению. Вот как относительность аннулировала надежды 19-го века на то, чтобы основывать всю физику на электромагнетизме.
5. ↑  См. «История эфира» Уиттекера, в которой он пишет: «великие успехи, достигнутые Минковским, были связаны с его формулировкой физики в терминах четырёхмерного многообразия … для представления природных явлений без введения контингентных элементов необходимо отказаться от обычной трехмерной системы координат и действовать в четырёх измерениях». См. также Pais’s Subtle is the Lord, в котором говорится об интерпретации Минковского «Так началось огромное упрощение специальной теории относительности». См. также «Специальная теория относительности Альберта Эйнштейна» Миллера, в котором говорится, что «результаты Минковского привели к более глубокому пониманию теории относительности».
6. ↑  Немецкий оригинал:  Trotzdem die einfachen formalen Betrachtungen, die zum Nachweis dieser Behauptung durchgeführt werden müssen, in der Hauptsache bereits in einer Arbeit von H. Poincaré enthalten sind [Lorentz-Festschrift, p. 252, 1900], werde ich mich doch der Übersichtlichkeit halber nicht auf jene Arbeit stützen.